# حدث سنة 8200 قبل الحاضر

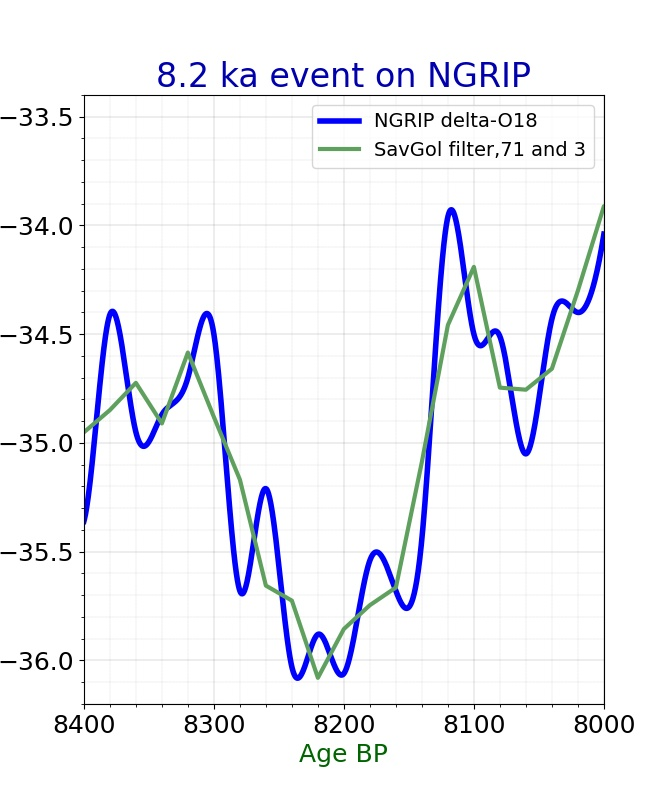
مخطط يظهر انخفاض درجات الحرارة قبل 8200 سنة، يتحرك الوقت من اليمين إلى اليسار، والأرقام منذ آلاف السنين هي الأكثر برودة، والأعلى هو الأكثر دفئًا.

قبل حوالي 8,200 سنة من الوقت الحاضر حدث انخفاضا مفاجئا في درجات الحرارة العالمية، تقريبا 6200 قبل الميلاد. وقد تم تحديده في بداية مراحل النورثغريبي في العصر الهولوسيني. كان أكثر اعتدالًا من فترة برودة درياس الأصغر التي سبقتها ولكنه أكثر شدة من العصر الجليدي الصغير الذي بعده، كانت برودة سنة 8200 قبل الحاضر استثناءً مهما للاتجاهات العامة الذروة المناخية للهولوسيني. خلال خذا الحدث، انخفض تركيز الميثان في الغلاف الجوي بمقدار 80 جزء في البليون، وأنخفضت الانبعاثات بنسبة 15%، عن طريق التبريد والتجفيف على المقياس النصف كروي.